# Gonatodes eladioi
Gonatodes eladioi är en ödleart som beskrevs av  Do Nascimento AVILA-PIRES och DA CUNHA 1987. Gonatodes eladioi ingår i släktet Gonatodes och familjen geckoödlor. Inga underarter finns listade i Catalogue of Life.